# Malabarhornvogel
Der Malabarhornvogel (Anthracoceros coronatus) ist eine Vogelart aus der Familie der Nashornvögel, die in Südasien vorkommt.
Die Bestandssituation des Malabarhornvogels wurde 2016 in der Roten Liste gefährdeter Arten der IUCN als „Near Threatened (NT)“ = „potentiell gefährdet“ eingestuft.

## Beschreibung
Der Malabarhornvogel erreicht eine Körperlänge von bis zu 65 Zentimetern. Der Schnabel erreicht beim Männchen eine Länge von 17,1 bis 22,1 Zentimeter. Bei den Weibchen bleibt der Schnabel mit 15,4 bis 18,9 Zentimeter etwas kleiner.

### Merkmale des Männchens
Kopf, Hals, Vorderbrust, Rücken und Schwingen sind beim Männchen schwarz und weisen einen blaugrünen Schimmer auf. Die untere Brust, die Schenkel, der Bauch und die Unterflügeldecken sind weiß. Die Handschwingen sind bis auf die äußeren zwei weiß mit einer schwarzen Basis. Der Schwanz ist überwiegend weiß, lediglich das mittlere Paar der Schwanzfedern ist schwarz und überragt die übrigen Steuerfedern um 2,5 bis 4 Zentimeter. Die äußeren Steuerfedern weisen eine individuell unterschiedliche schwarze Zeichnung auf, der jedoch immer kleiner ist als der Weißanteil bei diesen Federn.
Das Schnabelhorn ist sehr groß und hat eine axtähnliche Form. Es beginnt über der Stirn und endet vor der Schnabelspitze. Das Horn ist cremefarben bis gelb mit einem extensiven schwarzen Fleck vor dem Ende, beim Männchen befindet sich auch am Beginn des Schnabelhorns ein schwarzer Fleck. Das Ausmaß des schwarzen Flecks am Hornende ist individuell verschieden und nimmt mit zunehmendem Alter zu. Der leicht gebogene Schnabel ist dagegen gelb bis dunkel hornfarben. An der Schnabelbasis befindet sich ein schwarzer Fleck.
Die unbefiederte Haut um das Auge ist schwarzblauen, der nackte Kehlfleck dagegen fleischfarben. Die Augenlider sind schwarz. Die Augen sind rot bis orangerot, die Beine und Füße sind graugrün.

### Merkmale des Weibchens und der Jungvögel

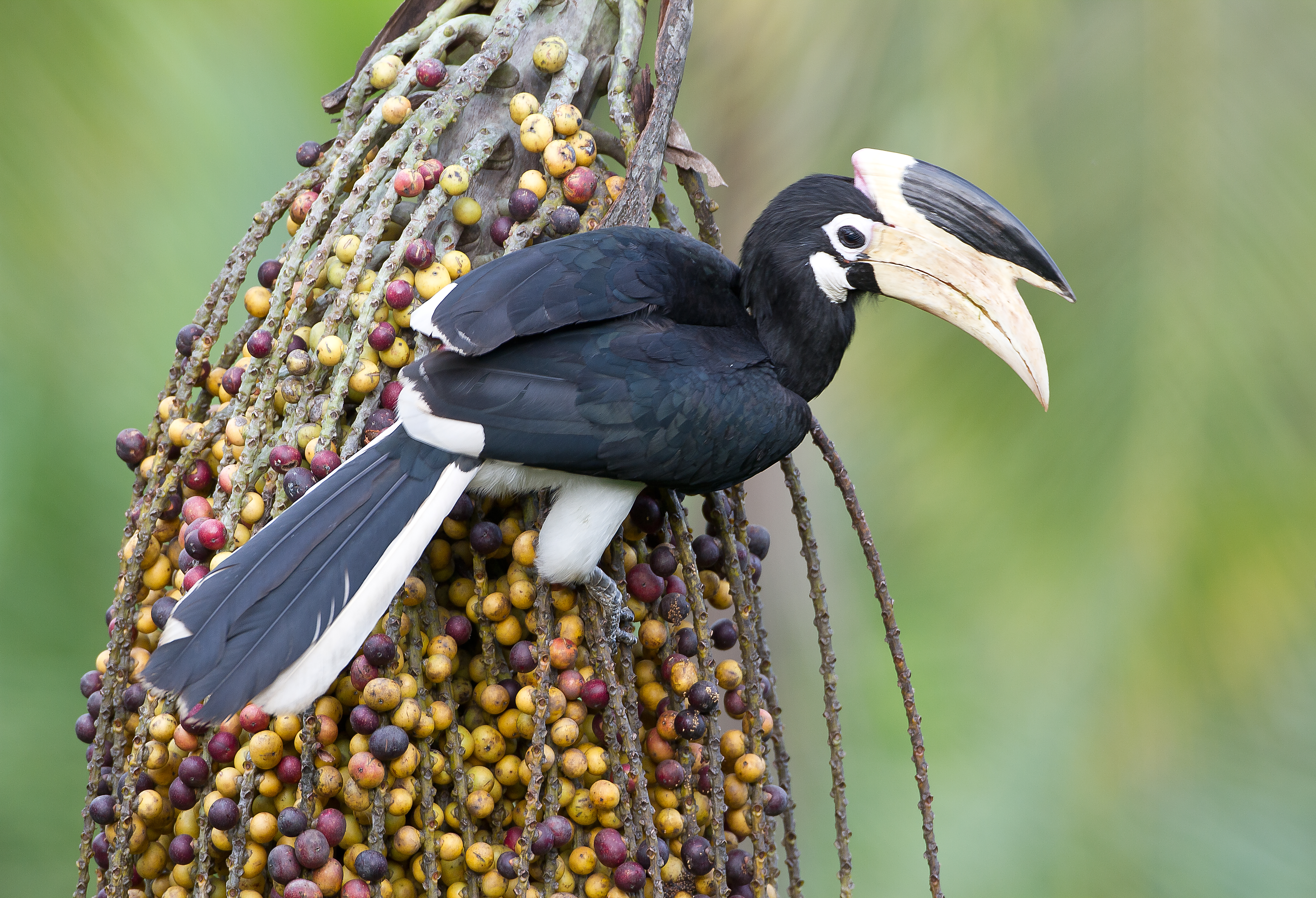
Weiblicher Malabarhornvogel

Die Weibchen ähneln den Männchen bezogen auf das Körpergefieder, sind insgesamt aber etwas kleiner. Das Größenverhältnis zwischen Schnabelhorn und Schnabel ist jedoch gleich dem beim Männchen. Das Schnabelhorn des Weibchens weist jedoch keine Schwarzfärbung am Hornanfang auf. Gewöhnlich ist auch der schwarze Fleck am Hornende etwas kleiner. Die unbefiederte Haut rund um das Auge ist weiß, der Kehlfleck ist fleischfarben, die Augen sind braun.
Bei den Jungvögeln ist das Körpergefieder ähnlich wie bei den adulten, ihre Steuerfedern weisen häufig jedoch mehr Schwarzanteile auf als bei den Adulten. Der Schnabel ist sehr viel kleiner, das Schnabelhorn noch nicht entwickelt. Die nackte Gesichtshaut ist entsprechend dem Geschlecht gefärbt, die Augen sind graubraun.

## Verbreitungsgebiet und Lebensraum

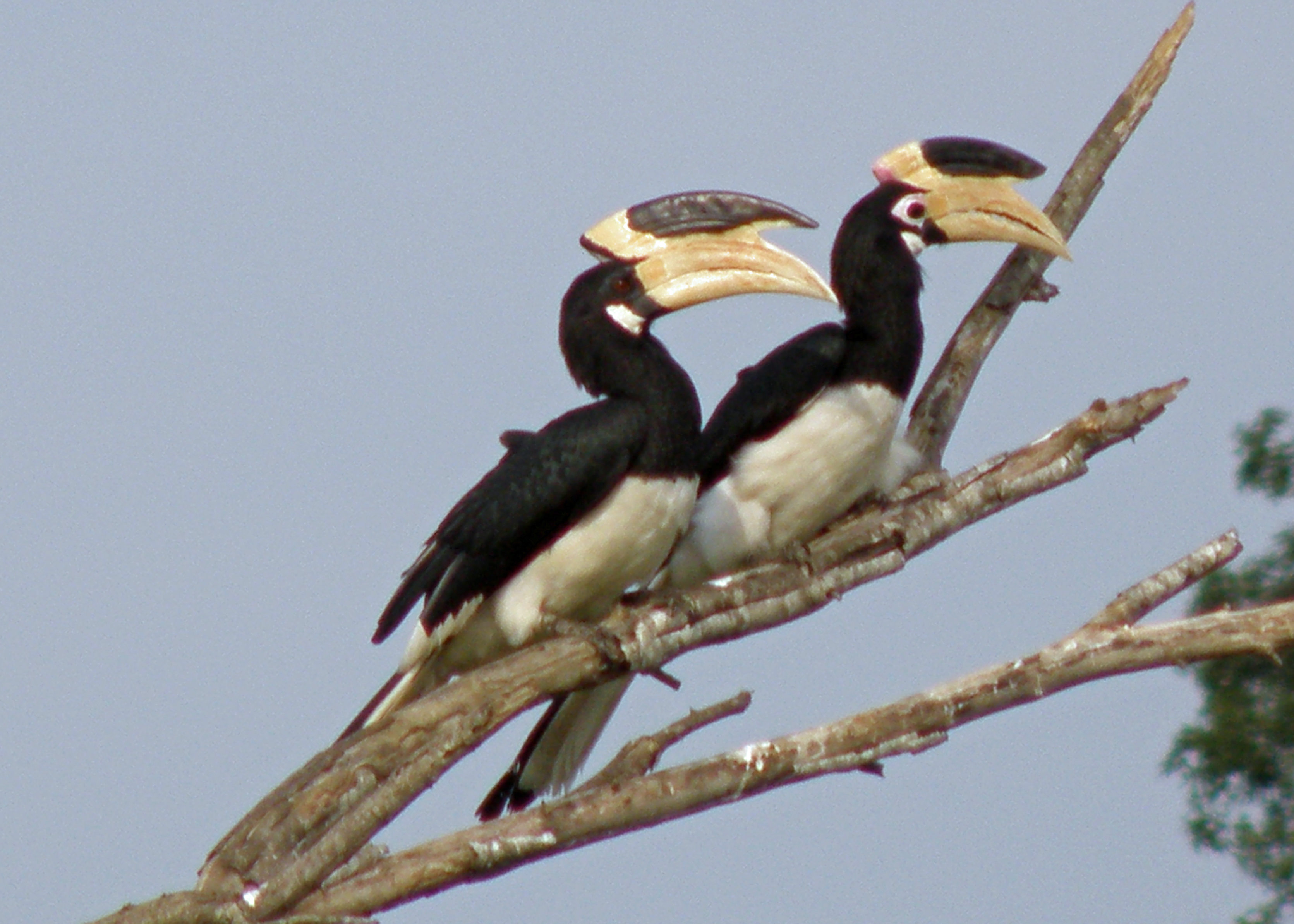
Ein Paar Malabarhornvögel auf Sri Lanka, links das Männchen, rechts das Weibchen

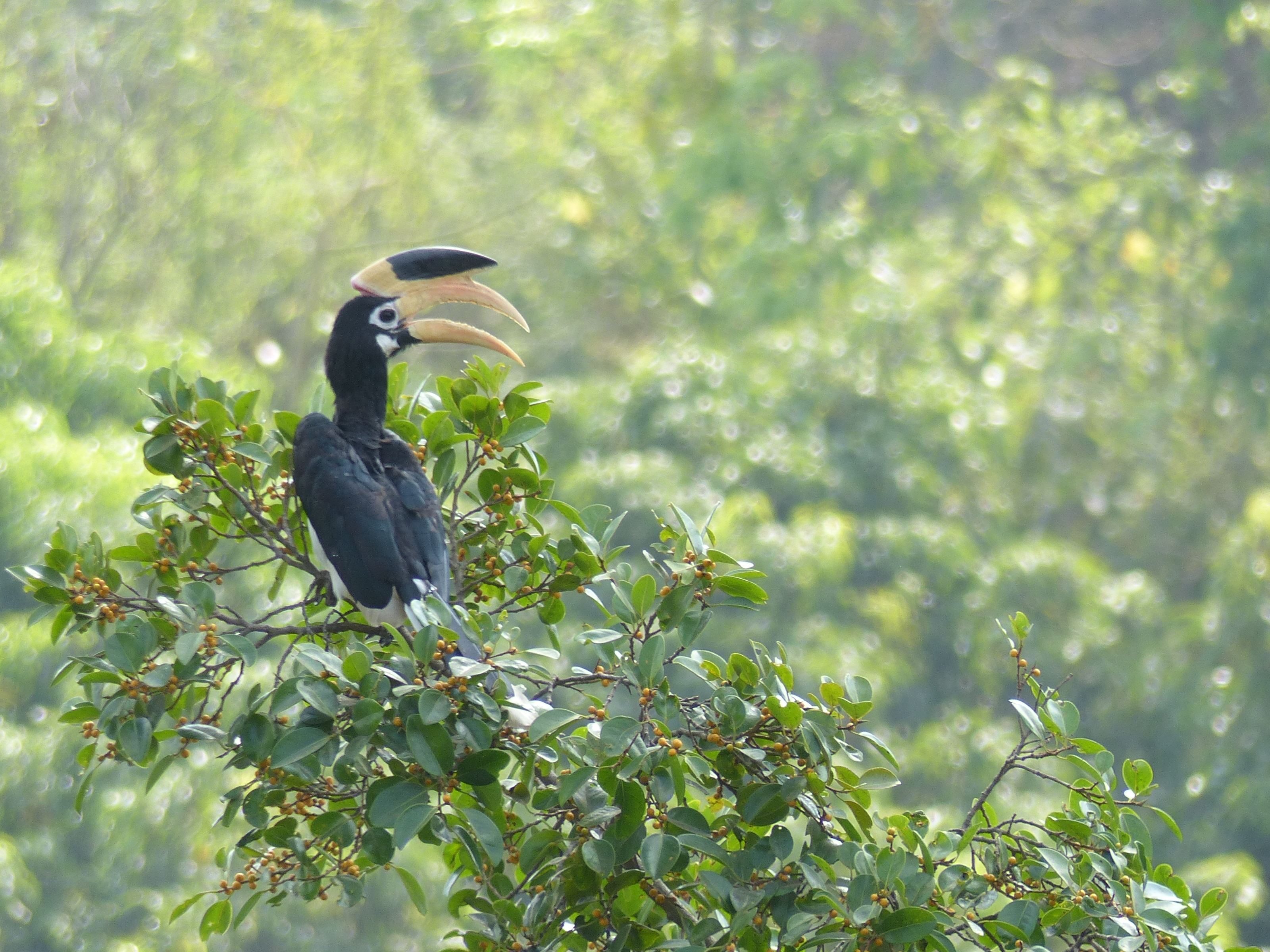
Weibchen, Westghats, Indien

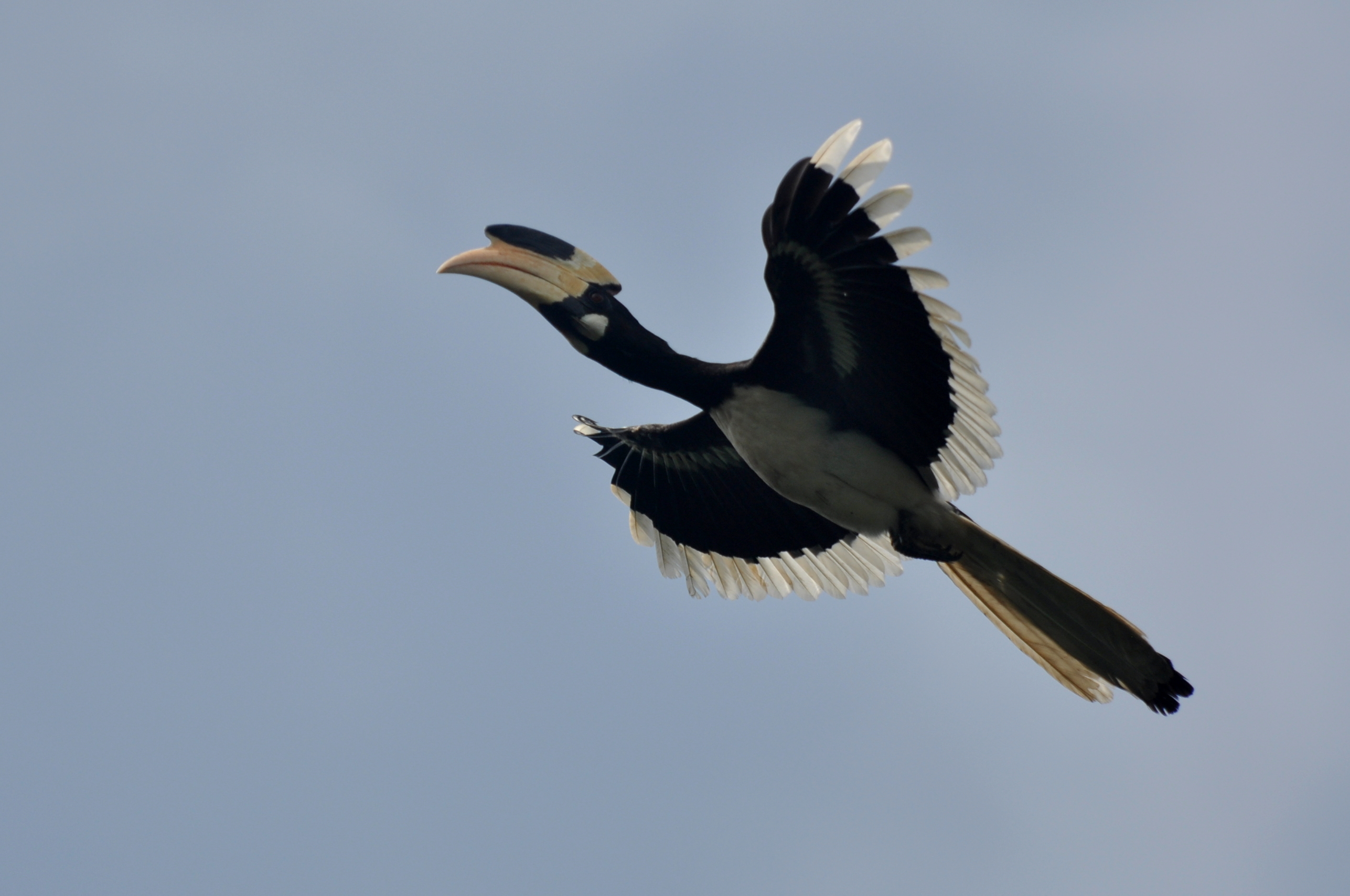
Männchen, Flugbild

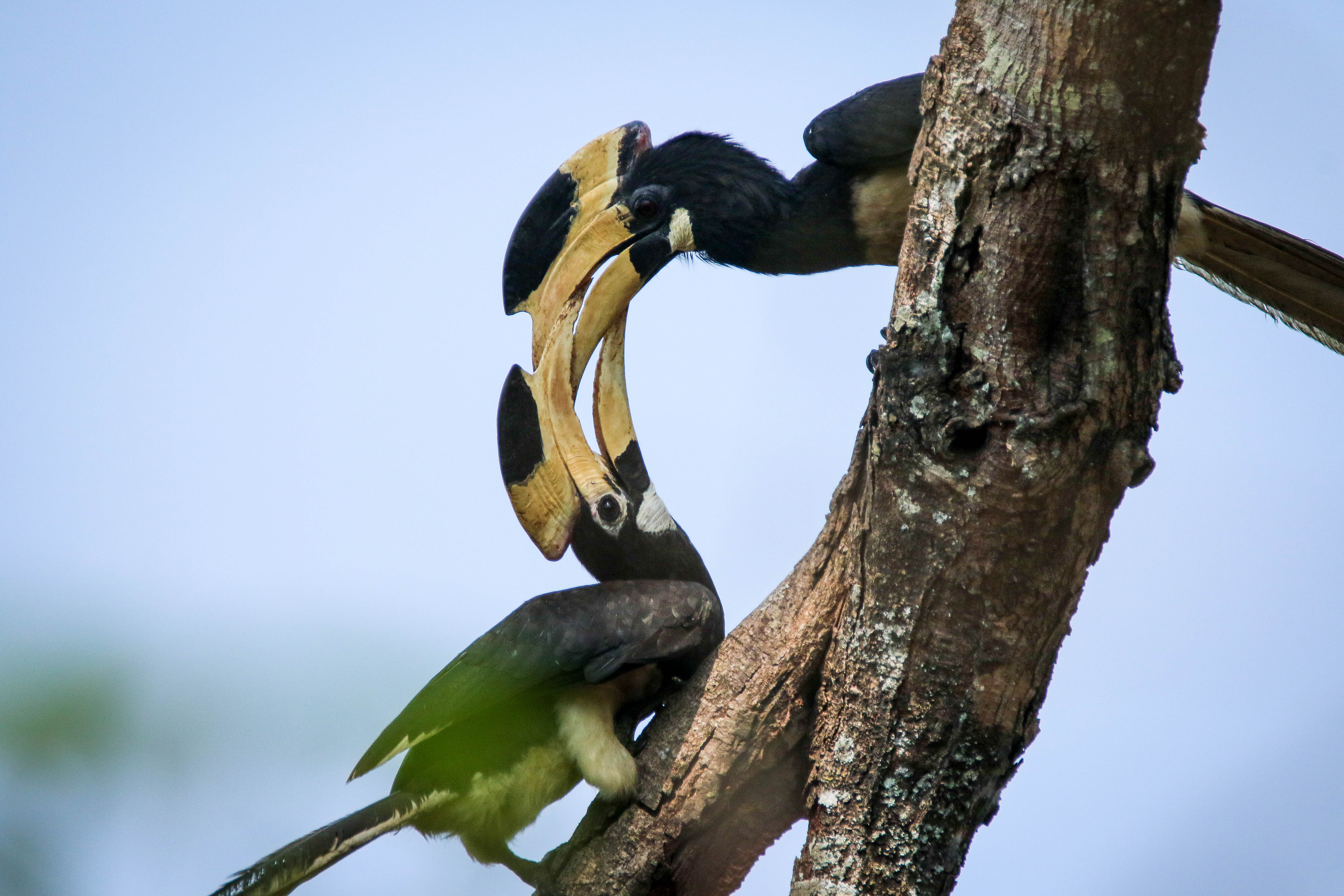
Ein Paar Malabarhornvögel, links das Weibchen

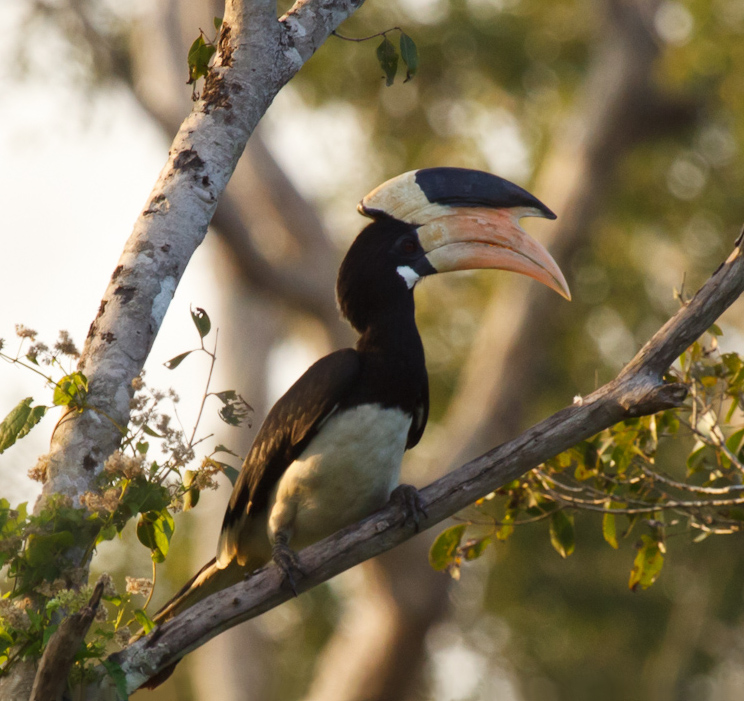
Malabarhornvogel, Männchen, Sri Lanka

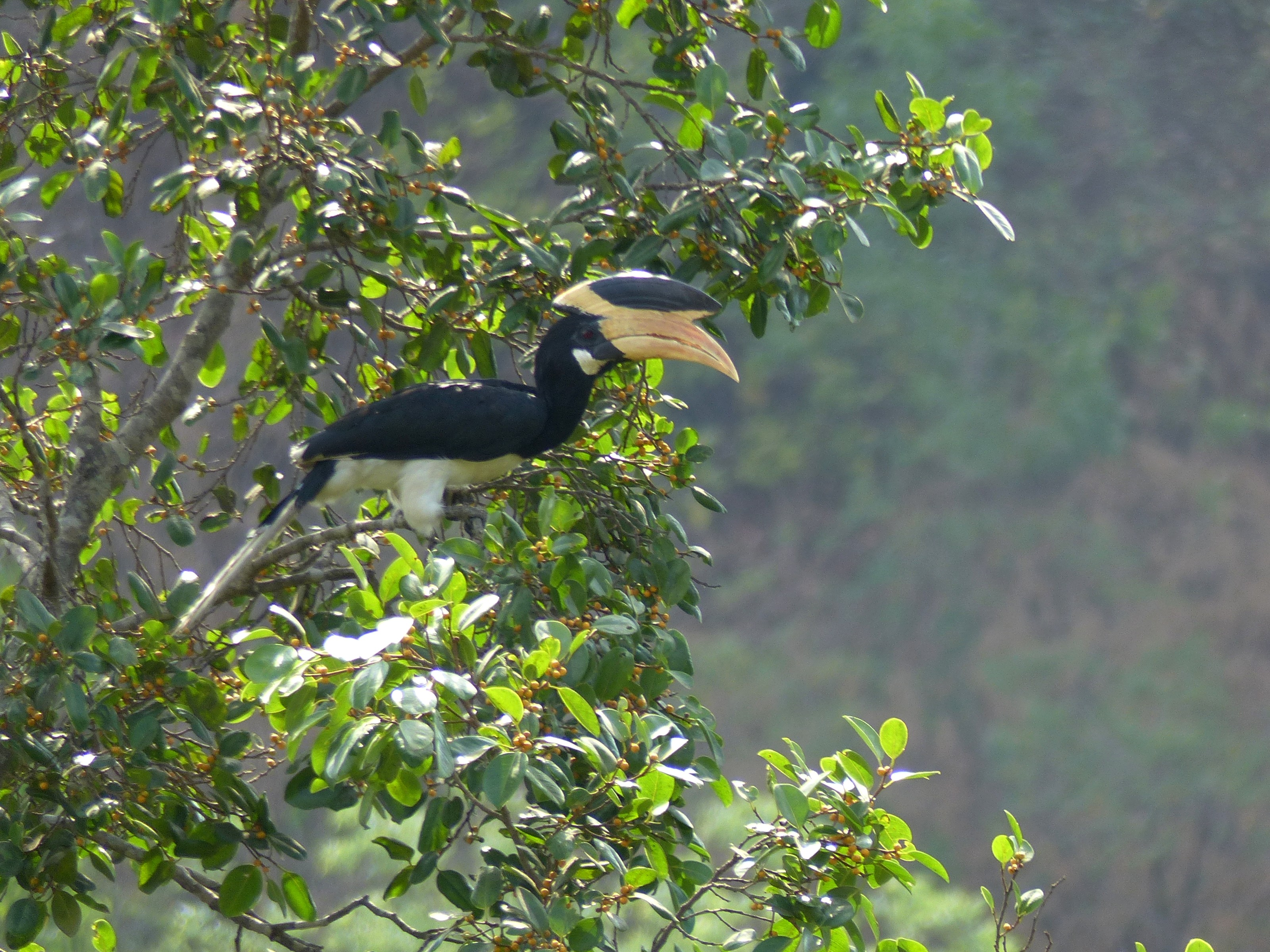
Männlicher Malabarhornvogel in einem fruchttragenden Baum

Der Malabarhornvogel kommt in drei unterschiedlichen Populationen in Südasien vor.
Ein großes Verbreitungsgebiet erstreckt sich im Osten Indiens über die indischen Bundesstaaten Bihar, Orissa, Madhya Pradesh und Andhra Pradesh. Eine zweite Population lebt an der Westseite des indischen Halbkontinents. Dort erstreckt sich das Verbreitungsgebiet von den Vorgebirgen des Westghats über Goa, den Westen des Distrikts Mysuru und Tamil Nadu und Kerala. Eine dritte Population lebt auf Sri Lanka.
Der Malabarhornvogel besiedelt die Randgebiete von feuchten immergrünen und Laubwäldern. Er kommt auch in schütteren Wäldern der Vorgebirge vor und besiedelt auch Bambuswälder, Plantagen und Haine mit Feigen- und Mangobäumen. Im extremen Süden seines Verbreitungsgebietes fehlt er in den Höhenlagen, wo der Doppelhornvogel vorkommt. Auf Sri Lanka kommt er überwiegend in den Wäldern der Tiefebenen vor. In einigen Regionen überlappt sich sein Verbreitungsgebiet mit dem Orienthornvogel.

## Lebensweise
Die Lebensweise des Malabarhornvogels ist besonders intensiv in den indischen Westghats untersucht, einem Gebirge im Westen Indiens, das am Rande des Dekkan-Plateaus verläuft und dieses von dem schmalen Streifen der Küstenebene und dem Arabischen Meer trennt. Der Norden der Westghats ist etwas trockener als der Süden, erreicht etwas geringere Höhen und hat als wichtige Flora-Arten Teak-Bäume und Arten der Dipterocarpaceae. Oberhalb von 1000 m Höhe dominieren immergrüne Hauptvertreter der Familie der Lauraceae. Die immergrünen Wayanad-Wälder von Kerala und Tamil Nadu bilden die Übergangsregion der nördlichen und südlichen Ökoregionen der Westghats. Die südlichen Ökoregionen sind im Allgemeinen feuchter und artenreicher. Auf niedrigen Höhen findet man als Hauptbaumarten Cullenia, Teak und Dipterocarpaceae.
Der Malabarhornvogel kommt dort in Trupps von vier bis 58 Individuen vor und ist vor allem in Mischwäldern in Höhenlagen von 300 bis 600 Meter vor. Sie versammeln sich vor allem dort, wo Bäume Früchte tragen. Die Malabarhornvögel finden sich an gemeinsamen Übernachtungsplätzen zusammen und präferieren dabei Äste, die über ein Gewässer ragen. Im untersuchten Gebiet wurden die nächtlichen Ruheplätze zum Teil schon seit Jahrzehnten genutzt. Die Zahl der Individuen, die sich an dem gemeinschaftlichen Schlafplatz einfanden, war besonders während der Brutzeit niedrig. Es versammelten sich dann an diesen Ruheplätzen nur noch nichtbrütende adulte Vögel und noch nicht geschlechtsreife.
Die Malabarhornvögel verlassen ihre nächtlichen Ruheplätze unmittelbar nach dem Sonnenaufgang einzeln, in Paaren oder in kleinen Trupps von bis zu drei Vögeln. Sie kehren in der Dämmerung zu ihren Ruheplätzen zurück. Sie landen gewöhnlich im oberen Gipfelbereich und hüpfen dann auf den bevorzugten Ruheast herunter.

### Nahrung
Der Malabarhornvogel frisst überwiegend Früchte, nimmt aber auch tierische Kost zu sich, wenn die Auswahl an Früchten begrenzt ist. Feigen zählen zu den sehr wichtigen Nahrungspflanzen, daneben fressen sie auch die Steinfrüchte von Gervais tilliifolia, Brechnüsse, Polyalthia fragrans, Polyalthia longifolia, Schleichera oleosa, Machalus macrantha und ähnliches. Tierisches Protein nehmen sie in Form von Schnecken, Käfern, Schmetterlingslarven, Heuschrecken, Grillen, Eidechsen und Termiten zu sich. Sie scheinen auch gelegentlich Eier anderer Vogelarten zu fressen. Sie trinken niemals, sondern sind in der Lage, ihren Flüssigkeitsbedarf über ihre Nahrung zu decken. Der hohe Anteil, den Feigen an ihrer Nahrung ausmachen, kann damit zusammenhängen.

### Nahrungsweise
Malabarhornvögel suchen in kleinen Trupps nach Nahrung, zu größeren Ansammlungen kommt es nur an reichlich fruchttragenden Bäumen. Die Strecke, die sie von ihren Ruheplätzen bis zu ihren Nahrungsgründen zurücklegen, variiert mit der Jahreszeit. Im Sommerhalbjahr, wenn sie hauptsächlich die Früchte von Brechnüssen und Feigen fressen, beträgt die zurückgelegte Strecke zwischen 0,4 und 4 Kilometer. Im Winterhalbjahr dagegen kann sie bis zu sechs Kilometer betragen.
Gewöhnlich suchen sie nur in den Baumwipfeln nach Nahrung, lediglich um kleinere Mengen an tierischem Protein aufzunehmen, kommen sie auch auf den Boden. Auf den Boden herabgefallene Früchte fressen sie nicht. Früchte pflücken sie direkt von den Zweigen. Sie fliegen auch auf, um an Früchte zu kommen, die sie ansonsten nicht erreichen können. Größere Früchte wie die fleischigen Beerenfrüchte, die mitunter dickwandig sein können, brechen sie auch mit dem Schnabel auf.

### Fortpflanzung
Die Fortpflanzung des Malabarhornvogels ist noch nicht abschließend untersucht. Die gesamte Dauer des Fortpflanzungszyklus wird jedoch auf achtzig Tage geschätzt, davon entfallen 29 bis 30 Tage auf die Brutzeit und 49 Tage auf die Nestlingszeit. Auf Sri Lanka fällt die Fortpflanzungszeit in die Mauer April bis Juli, im Westen Indiens fällt sie auf die Monate März und April.
Malabarhornvögel nutzen als Nisthöhle natürliche Baumhöhlen in einer Höhe von 3,5 bis 15 Meter über dem Erdboden. Wie für Nashornvögel typisch versiegelt das Weibchen die Bruthöhle von innen bis auf einen schmalen Spalt und wird dann von dem Männchen mit Nahrung versorgt. Das Weibchen verläuft während der Wochen, die sie in der Nisthöhle verbringt, die Großgefiedermauser.
Das Weibchen verlässt grundsätzlich vor den Jungvögeln die Nisthöhle, der genaue Zeitpunkt scheint jedoch variabel zu Zeit. Ein Weibchen wurde beim Verlassen der Bruthöhle beobachtet, als die Nestlinge erst zwischen 10 und 14 Tage alt waren. Typischer scheint jedoch zu sein, dass das Weibchen die Nisthöhle ein bis zwei Wochen vor dem Flüggewerden der Jungvögel verlässt. Wie bei anderen Nashornvögeln scheinen die Nestlinge die Bruthöhle nach dem Verlassen durch das Weibchen zu verschließen.

## Bestand und Gefährdung
In Teilen seines Verbreitungsgebietes ist er ein häufiger Vogel. Populationsrückgänge sind vor allem auf Lebensraumverluste zurückzuführen. Auf Sri Lanka ist er mittlerweile auf einige abgeschiedenere Regionen zurückgedrängt und ist bei weitem nicht so häufig, wie dies bis 1980 der Fall war. Im indischen Bundesstaat Orissa wurde den Vögeln so intensiv nachgestellt, dass dort 1992 ein Nachzuchtprogramm initiiert wurde.

## Einzelbelege
1. ↑  
Anthracoceros coronatus in der Roten Liste gefährdeter Arten der IUCN 2016. Eingestellt von: BirdLife International, 2016. Abgerufen am 3. Oktober 2017.
2. 1 2 3  Kemp: The Hornbills - Bucerotiformes. S. 161.
3. 1 2 3  Kemp: The Hornbills - Bucerotiformes. S. 162.
4. 1 2 3  Kemp: The Hornbills - Bucerotiformes. S. 164.
5. 1 2  Kemp: The Hornbills - Bucerotiformes. S. 163.